# Беляев, Кирилл Николаевич
Кирилл Николаевич Беляев (род. 27 августа 1997, Рыбинск, Ярославская область, Россия) — российский пловец-марафонец, вице-чемпион мира 2019 года, призер ЧЕ-2018. Специализируется в плавании на открытой воде.

## Биография
Кирилл Беляев родился 27 августа 1997 года в Рыбинске.   
Кирилла тренирует мать - тренер рыбинской спортшколы "Темп" Анна Тулупова.  
В 2018 году в Шотландии на Европейском первенстве Беляев завоевал серебро 25 км, уступив победителю 1,1 секунды.
На ЧМ-2019 в корейском Кванджу взял серебро 25 км, уступив победителю 0,3 секунды, проиграв касание.
С декабря 2019 года проходил срочную военную службу в спортивной роте ЦСКА.
- 2017, ЧР (п. Сенной): серебро 5 км,  
- 2018, ЧР (Анапа): бронза 10 км, серебро 16 км 
- 2019, ЧР (п. Сенной): серебро 16 км 
- 2020, ЧР (п. Сукко): серебро 5 км, бронза 16 км. 
- 2021, ЧР (п. Сукко): серебро 5 км, бронза 16 км. 
- 2021, ЧР (п. Сукко): бронза 5 км, бронза 10 км, серебро 16 км. 
- 2022, ЧР (п. Сукко): бронза 5 км, бронза 10 км.  
- 2023, ЧР (Ростов-на-Дону): бронза 5 км, серебро 10 км.  